# آب‌انبار خرمن زار
آب‌انبار خرمن زار مربوط به دوره قاجار است و در ندوشن، کشتزارهای شرقی بافت ندوشن واقع شده و این اثر در تاریخ ۱۱ مرداد ۱۳۸۴ با شمارهٔ ثبت ۱۲۳۶۴ به‌عنوان یکی از آثار ملی ایران به ثبت رسیده است.